# 阿布薩塔爾·德爾比薩利
阿布薩塔爾·德爾比薩利（1947年9月15日—2021年7月15日）,哈薩克斯坦學者、外交官、外交部首席顧問,曾于2000至2013年担任哈薩克斯坦最高穆夫提。
在2013年2月，德爾比薩利辭去穆夫提職務,但繼續推動在科學和教育上的活動。
在2013年2月26日，他被任命為蘇里曼諾夫東方學院主任。
德爾比薩利也是用阿拉伯文獻研究哈薩克古代文獻和文化，以及哈薩克與中東伊斯蘭世界精神連結，伊斯蘭歷史、古蘭經和聖訓的學者。